# Felice Mazzetti
Felice Mazzetti (San Urbano, 16 aprile 1897 – 25 agosto 1943) è stato un militare e aviatore italiano, decorato con quattro medaglie d'argento al valor militare nel corso della prima guerra mondiale, della guerra d'Etiopia e della seconda guerra mondiale.

## Biografia
Nacque a San Urbano, in Argentina, il 16 aprile 1897, figlio di Grato. Dopo l'entrata in guerra del Regno d'Italia, avvenuta il 24 maggio 1915, si arruolò nel Regio Esercito. Promosso sottotenente, nell'agosto 1917, assegnato alla 1096ª Compagnia mitragliatrici, fu insignito con la prima medaglia d'argento al valor militare. Dopo la fine della Grande Guerra transitò in servizio nella Regia Aeronautica. Richiamato in servizio allo scoppio della guerra d'Etiopia partecipò alla operazioni belliche e alle successive prime operazioni di grande polizia coloniale, e venendo insignito di altre due medaglie d'argento al valor militare. 
Promosso tenente colonnello, nel corso della seconda guerra mondiale fu comandante del 145º Gruppo T (604ª e 610ª Squadriglia). Alle 5:55 del 13 aprile 1942 egli decollò da Derna al comando di due Savoia-Marchetti S.M.82 scortati da 6 Messerschmitt Bf 110 e 3 Bf 109 per attaccare un campo trampolino britannico. Alle 7:22 i due S.M.82 Marsupiale e tre Bf 110 atterrano sul capo trampolino britannico sito a 270 km a sud-sud-est di Derna e a 120 km a nord-ovest di Giarabub dove trovano tre aerei nemici incidentati, grandi quantità di carburante, olio lubrificante e riserve di viveri a secco. Organizzata la difesa degli aerei, fu distrutto tutto ciò che si trovava in un raggio di tre chilometri e poi la formazione decollò alle 10:22 rientrando a Derna alle 11:40.
Nel maggio 1942, su richiesta della 5ª Squadra aerea, un velivolo Savoia-Marchetti S.M.83 fu assegnato alla 610ª Squadriglia del 145º Gruppo T sull'aeroporto di Castel Benito, in Libia. Questo velivolo era destinato ad una importante missione di ricognizione fra la costa atlantica della Guinea e l'Alto Egitto. Il 18 maggio egli decollò con lo S.M.83, insieme al tenente Umberto Allevi, al sottotenente motorista Piccaglia e al primo aviere Zallocco, per trasferirsi con un volo di due ore e dieci minuti a Sebha, e da lì in un'altra ora di volo a Gatrun. Il giorno dopo decollò da Gatrun e con un volo di andata e ritorno di 9 ore e 25 minuti di volo sorvolò il lago Ciad eseguendo la ricognizione fotografica. Il 20 maggio l'aereo raggiunse Hon con un volo di due ore, proseguendo poi per Bengasi raggiunta in altre due ore. Il 21 maggio il velivolo rientra a Castel Benito in due ore e dieci minuti di volo. L'equipaggio e l'aereo tornano in Italia il 18 novembre. Decorato con la quarta medaglia d'argento al valor militare, decedette il 25 agosto 1943.

### Annotazioni
1. ↑   Si trattava di un velivolo della 604ª e di uno della 610ª Squadriglia. Sul velivolo della 604ª trovavano posto 1 ufficiale, 20 carabinieri o avieri armati, 4 guastatori tedeschi, 1 motocicletta, 4 mitragliatrici pesanti e 2 leggere.

### Fonti
1. ↑  Brotzu, Cosolo 1975, p. 56.
2. ↑  Brotzu, Cosolo 1976, p. 20.
3. 1 2  Brotzu, Cosolo 1976, p. 21.
4. ↑  Brotzu, Caso, Cosolo 1975, p. 72.
5. 1 2 3 4 5 6  Brotzu, Caso, Cosolo 1975, p. 73.
6. ↑   Medaglia d'argento al valor militare Felice Mazzetti (JPG), su decoratialvalormilitare.istitutonastroazzurro.org, Istituto del Nastro Azzurro. URL consultato il 17 settembre 2023.
7. ↑  Bollettino Ufficiale 18 dicembre 1918, dispensa 84, pag. 6619.
8. ↑  Bollettino ufficiale 1943 dispensa 5ª, registrato alla Corte dei conti addì 30 marzo 1943, registro 18 Aeronautica, foglio n.337